# Feel So Good
Feel So Good is een nummer van de Amerikaanse rapper Ma$e uit 1997, in samenwerking met de eveneens Amerikaanse R&B-zangeres Kelly Price. Het is de eerste single van Harlem World, het debuutalbum van Ma$e. Tevens staat het op de soundtrack van de comedyfilm Money Talks.
De belangrijkste sample in het nummer komt uit Hollywood Swinging van Kool & the Gang, terwijl het refrein bevat een interpolatie bevat van Bad Boy van de Miami Sound Machine. "Feel So Good" werd een grote hit in Amerika, waar het de 5e positie behaalde in de Billboard Hot 100. In de Nederlandse Top 40 had het nummer minder succes; daar haalde het een bescheiden 31e positie en was Dancesmash op Radio 538.